# パンテオン (パリ)
パンテオン（仏: Le Panthéon）は、フランスのパリの5区、聖ジュヌヴィエーヴの丘に位置し、幅110メートル、奥行き84メートルのギリシア十字型の平面に大ドームとコリント式の円柱を持つ新古典主義建築の建築作品である。18世紀後半に、サント=ジュヌヴィエーヴ教会として建設され、後にフランスの偉人たちの遺体を祀る墓所・墓廟となった。「パンテオン」はもともとはギリシア語で「諸神の家」といったような意味であり、日本語では「万神殿」と訳される。

## 概要
パリの守護聖人、聖ジュヌヴィエーヴ（en:Genevieve）に献堂するため、1755年に教会堂の建築設計競技が行われた、「パリの国王の建築物の監督官」であったジャック・ジェルメン・スフロに設計を委託された。スフロは、ジャン・ロドルフ・ペロネと共に、ゴシック教会の構造を徹底的に解析し、石材の強度試験を行って、石造構造の軽快さ、洗練性を求めた。ドームの構造はロンドンのセント・ポール大聖堂や、パリの廃兵院（アンヴァリッド）を参考にした。
1755年に建設が始まった。1778年、ドームを支える主ピアに亀裂が見つかり、強度不足を指摘されたことから、スフロの死（1780年）の後、外壁に開けられた開口部は塞がれてしまった。1792年竣工。
しかしフランス革命期の国民議会によってフランスの偉人たちを祀る墓所として利用されることが決定された（1791年）。その後、ナポレオン及びナポレオン3世の時代以降、教会堂として使用された期間もあるが、1885年以降、三度偉人の墓所となり現在に至っている。
ギリシャ建築の純粋性を表現した初期新古典主義建築の傑作とされ、特に『建築試論』を著したマルク・アントワーヌ・ロジエは、この建築物を「完全なる建築のモデルでありフランス建築の真の傑作」と賞賛した。

## パンテオンに埋葬されている偉人たち（抜粋）

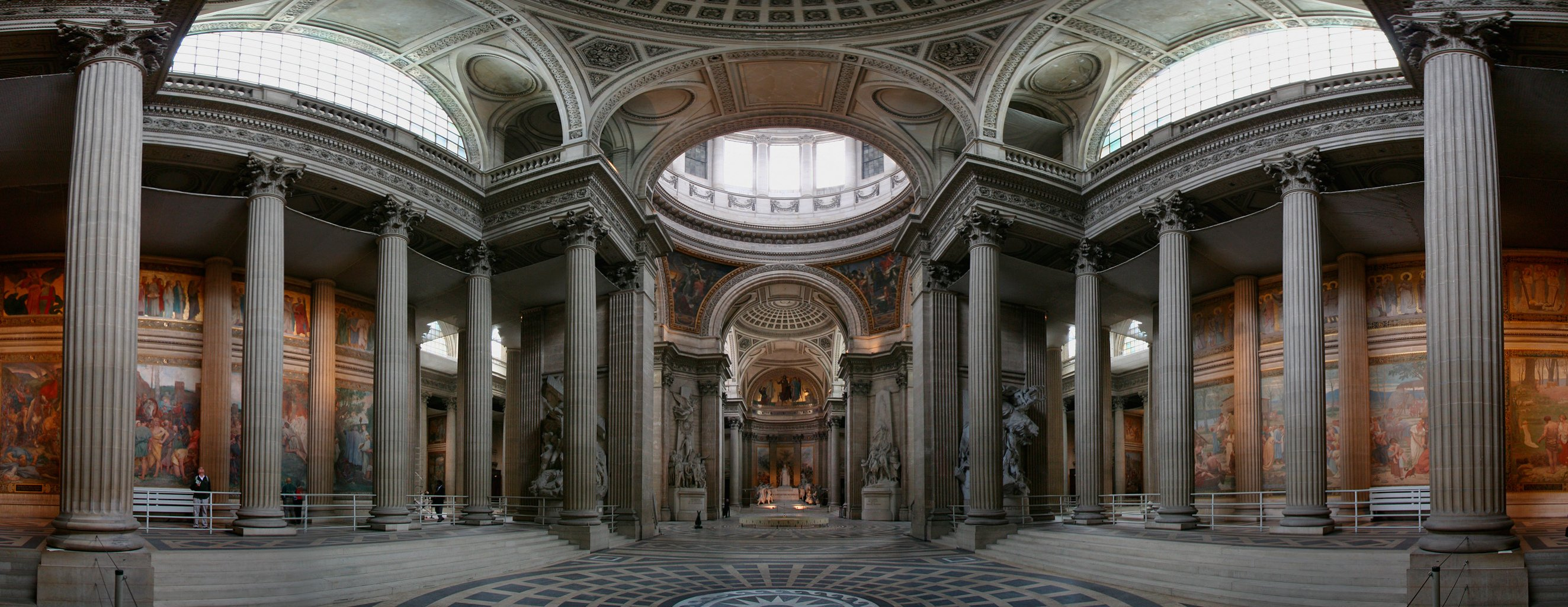
パンテオンの内部

- オノーレ・ミラボー（政治家）（2020年現在は除外）
- ヴォルテール（哲学者）
- ジャン＝ポール・マラー（革命家）（2020年現在は除外）
- ジャン＝ジャック・ルソー（思想家）
- ピエール・ジャン・ジョルジュ・カバニス（哲学者）
- ジョゼフ＝マリー・ヴィアン（画家）
- ジャン・ランヌ（軍人）
- ルイ・アントワーヌ・ド・ブーガンヴィル（探検家）
- ジョゼフ＝ルイ・ラグランジュ（数学者）
- ヴィクトル・ユーゴー（小説家）
- ラザール・カルノー（軍人）
- マリー・フランソワ・サディ・カルノー（政治家）
- マルセラン・ベルテロ（科学者）
- エミール・ゾラ（小説家）
- レオン・ガンベッタ（政治家）
- ジャン・ジョレス（政治家）
- ポール・パンルヴェ（数学者）
- ポール・ランジュバン（物理学者）
- ジャン・ペラン（物理学者）
- ヴィクトル・シュルシェール（政治家）
- フェリックス・エブエ（官僚）
- ルイ・ブライユ（盲学校教師）
- ジャン・ムーラン（政治家）
- ルネ・カサン（裁判官）
- ジャン・モネ（実業家・政治家）
- アンリ・グレゴワール（政治家）
- ガスパール・モンジュ（数学者）
- ニコラ・ド・コンドルセ（数学者）
- ピエール・キュリー（物理学者）
- マリ・キュリー（物理学者）
- アンドレ・マルロー（小説家・政治家）
- トゥーサン・ルーヴェルチュール（政治家）
- アレクサンドル・デュマ・ペール（小説家）
- エメ・セゼール（詩人）
- ピエール・ブロソレット（ジャーナリスト）
- ジェルメーヌ・ティヨン（文化人類学者）
- ジュヌヴィエーヴ・ド・ゴール＝アントニオーズ（社会運動家）
- シモーヌ・ヴェイユ（政治家）
- ジョセフィン・ベイカー（歌手・女優）[3]

## 他
フーコーの振り子の実験が行われた場所でもあり、現在も天井からつるされた振り子が1日の時を刻むよう展示されている。